# 司馬遼太郎と城を歩く
司馬遼太郎と城を歩く（しばりょうたろうとしろをあるく）は、2007年から2008年にかけて、NHK-BS（BShi、BS2）で放送された歴史紀行ドキュメンタリー番組である。

## 概要
日本各地に残る城を司馬遼太郎作品から引用した文章の朗読とともに辿る歴史紀行シリーズ。各城の構造や、城にまつわる歴史を、現在の城の映像とともに紹介する。

## 放送リスト
放送時間は各15分。
| 放送回 | 城         | 引用作品                      |
| ------ | ---------- | ----------------------------- |
| 1      | 高知城     | 功名が辻                      |
| 2      | 彦根城     | 関が原                        |
| 3      | 備中松山城 | 峠                            |
| 4      | 熊本城     | 翔ぶが如く                    |
| 5      | 岡崎城     | 覇王の家                      |
| 6      | 丸亀城     | 竜馬がゆく                    |
| 7      | 大阪城     | 城塞                          |
| 8      | 中津城     | 播磨灘物語                    |
| 9      | 松山城     | 坂の上の雲                    |
| 10     | 松前城     | 菜の花の沖                    |
| 11     | 長浜城     | 新史太閤記                    |
| 12     | 姫路城     | 播磨灘物語                    |
| 13     | 会津若松城 | 王城の護衛者                  |
| 14     | 名古屋城   | 城塞                          |
| 15     | 小田原城   | 箱根の坂                      |
| 16     | 佐賀城     | 歳月／アームストロング砲      |
| 17     | 弘前城     | 街道をゆく北のまほろば        |
| 18     | 岐阜城     | 国盗り物語                    |
| 19     | 宇和島城   | 花神                          |
| 20     | 上田城     | 関が原                        |
| 21     | 浜松城     | 覇王の家                      |
| 22     | 五稜郭     | 燃えよ剣                      |
| 23     | 丸岡城     | 街道をゆく 越前の諸道         |
| 24     | 江戸城     | 箱根の坂／最後の将軍 徳川慶喜 |

この他に、未放送分として
| 放送回 | 城     | 引用作品                                  |
| ------ | ------ | ----------------------------------------- |
| 11     | 首里城 | 街道をゆく 沖縄・先島への道               |
| 14     | 高取城 | 庄兵衛稲荷／おお、大砲                    |
| 15     | 洲本城 | 街道をゆく 明石海峡と淡路みち／菜の花の沖 |
| 19     | 島原城 | 街道をゆく 島原・天草の諸道               |
| 21     | 仙台城 | 馬上少年過ぐ                              |
| 23     | 郡山城 | 街道をゆく 芸備の道                       |
| 25     | 清洲城 | 国盗り物語                                |
| 30     | 平戸城 | 韃靼疾風録                                |

があり、DVD版に収録されている。CS等の有料放送でもこれらの回を含めたバージョンで放送される（放送回は有料放送でのもの）。

## その他
- 語り：広瀬修子
- 朗読：長谷川勝彦
- 音楽：内池秀和
- テーマ曲：チェン・ミン「歳月如夢」
- 製作・著作：「司馬遼太郎と城を歩く」製作委員会

## 関連作品

### DVD
- 『司馬遼太郎と城を歩く』全8巻（NHKエンタープライズ、2009年4月）

### 書籍
- 『司馬遼太郎と城を歩く』（光文社、2006年1月、ISBN 978-4334974947） - 番組のもとになった同名の書籍